# Давідова Валентина Олексіївна
Валентина Олексіївна Давідова (також Валентина Змієвська; 25 серпня 1987, Запоріжжя, Українська РСР СРСР) — українська волейболістка. Учасниця чемпіонатів світу і Європи з пляжного волейболу. Також виступала в змаганнях з класичного волейболу.

## Із біографії
Вихованка запорізької волейбольної школи. На міжнародній арені дебютувала 2006 року у парі з Ольгою Жосан (Кравченко). Вони виступали на турнірах серії «Мастерс» в Аланії, Гамбурзі і Москві. Наступного сезону вперше зіграла на етапі Світового туру у Варшаві разом з Наталією Шумейко. Також пара вистурала на турнірах в іспанському Сан-Себастьяні, італійському Еболі і російському Санкт-Петербурзі. Окрім того, Давідова цього року грала з Кариною Іноземцевою на турнірах серії Мастерс у Санкт-Пельтені і Москві.
В сезоні 2007/2008 захищала кольори «Орбіти» (Запоріжжя), а наступного року — «Златогору» (Золотоноша).
У 2014 році з Ксенією Чекмарьовою виграла три національні турніри в Києві, Черкасах, Одесі і посіла друге місце в Харкові. Тандем українок фінішував дев'ятим на турнірі EEVZA (Східноєвропейської зональної асоціації волейболу) у Батумі.
З 2015 року почала виступати в дуеті з Євгенією Щипковою. Того сезону посіли п'яте місце в Батумі та четверте в Ризі на турнірах під егідою EEVZA.Також вони зайняли 17-е місце на турнірі Світової серії «Antalya Open». У 2016 році виступали на змаганнях Світового туру в Сочі та Анталії і зайняли сьме місце в турнірі Європейської конфедерації волейболу (CEV) в Анкарі. Потім вони виграли чотири турніри серії EEVZA у Москві, Маладзесні, Юрмалі і Батумі, а також міжнародний турнір у Вільнюсі . На «Мастерс» в Юрмалі — були п'ятими.
В рамках Світового туру 2017 року посіли дев'яте місце в Ріо-де-Жанейро. Після двох 25. Також грали в чвертьфіналах у Москві, Гаазі, Бадені і Аланії. Завдяки вдали виступам український дует піднівся на 20-те місце в світовому рейтингу і, завдяки цьому, отримав путівку чемпіонат світу у Відні. На мундіалі вдало зіграли в групі, а в плей-оф програли бразильським пляжницям. Того ж літа виступали на європейській першості в Юрмалі, де поступилися в 1/16 фіналу спортсменкам з Нідерландів.
На чемпіонаті Європи 2018 року Давідова — Щипкова пройшла в першому турі плейоф польських волейболісток, а в 1/8 фіналу поступилися німкеням Бінек — Шнайдер. Разом з Євгенією Щипковою виступала ще два сезони, а в 2021 та 2022 роках грала на чемпіонатах Європи у парі з Діаною Луніною.

## Статистика
Статистика виступів на чемпіонатах світу і Європи з пляжного волейболу:
| Турнір                | Партнерка       | Раунд       | Рахунок | Суперниці                                   |
| --------------------- | --------------- | ----------- | ------- | ------------------------------------------- |
| чемпіонат світу 2017  | Євгенія Щипкова | група Е     | 0 - 2   | Тетяна Машкова — Бахтигуль Самаликова       |
| чемпіонат світу 2017  | Євгенія Щипкова | група Е     | 2 - 1   | Корнелія Рімзер — Лена Плезютшніг           |
| чемпіонат світу 2017  | Євгенія Щипкова | група Е     | 2 - 1   | Саммер Росс — Брук Світ                     |
| чемпіонат світу 2017  | Євгенія Щипкова | 1/16 фіналу | 1 - 2   | Тайяна Ліма — Елізе Майя                    |
| чемпіонат Європи 2017 | Євгенія Щипкова | група F     | 1 - 2   | Олександра Мойсеєва — Катерина Сирцева      |
| чемпіонат Європи 2017 | Євгенія Щипкова | група F     | 2 - 1   | Інесе Юрсоне — Анце Аузіна                  |
| чемпіонат Європи 2017 | Євгенія Щипкова | група F     | 2 - 1   | Вікторія Бінек — Ізабель Шнайдер            |
| чемпіонат Європи 2017 | Євгенія Щипкова | 1/16 фіналу | 0 - 2   | Йолієн Сіннема — Йой Стуббе                 |
| чемпіонат Європи 2018 | Євгенія Щипкова | група С     | 0 - 2   | Йолієн Сіннема — Лаура Блоем                |
| чемпіонат Європи 2018 | Євгенія Щипкова | група С     | 2 - 0   | Ніколь Айгольцер — Єлена Штайнеманн         |
| чемпіонат Європи 2018 | Євгенія Щипкова | група С     | 2 - 0   | Анюк Верже-Депре — Зоя Верже-Депре          |
| чемпіонат Європи 2018 | Євгенія Щипкова | 1/16 фіналу | 2 - 0   | Ягода Грущинська — Олександра Громадовська  |
| чемпіонат Європи 2018 | Євгенія Щипкова | 1/8 фіналу  | 0 - 2   | Вікторія Бінек — Ізабель Шнайдер            |
| чемпіонат Європи 2021 | Діана Луніна    | група H     | 0 - 2   | Інна Махно — Ірина Махно                    |
| чемпіонат Європи 2021 | Діана Луніна    | група H     | 0 - 2   | Міхала Квапілова — Мартіна Вільямс          |
| чемпіонат Європи 2022 | Діана Луніна    | група Е     | 0 - 2   | Есмє Бебнер — Зоя Верже-Депре               |
| чемпіонат Європи 2022 | Діана Луніна    | група Е     | 1 - 2   | Єва Думбаускайте — Герда Грудзінскайте      |
| чемпіонат Європи 2023 | Євгенія Баєва   | група G     | 2 - 0   | Тіна Граудіня — Анастасія Самойлова         |
| чемпіонат Європи 2023 | Євгенія Баєва   | група G     | 2 - 0   | Мирослава Дунарова — Данієла Ресова         |
| чемпіонат Європи 2023 | Євгенія Баєва   | 1/8 фіналу  | 1 - 2   | Анюк Верже-Депре — Йоана Мадер              |
| чемпіонат Європи 2024 | Ангеліна Хміль  | група G     | 0 - 2   | Есмє Бебнер — Зоя Верже-Депре               |
| чемпіонат Європи 2024 | Ангеліна Хміль  | група G     | 2 - 0   | Сара Коолс — Ліза Ван Дер Вондер            |
| чемпіонат Європи 2024 | Ангеліна Хміль  | група G     | 0 - 2   | Лена Плезютшніг — Катаріна Шуценгофер       |
| чемпіонат Європи 2025 | Ангеліна Хміль  | група A     | 0 - 2   | Kylie Neuschaeferová — Marie-Sára Štochlová |
| чемпіонат Європи 2025 | Ангеліна Хміль  | група A     | 2 - 0   | Єва Думбаускайте — Герда Грудзінскайте      |
| чемпіонат Європи 2025 | Ангеліна Хміль  | 1/16 фіналу | 2 - 1   | Єва Сердюк — Дар'я Романюк                  |
| чемпіонат Європи 2025 | Ангеліна Хміль  | 1/8 фіналу  | 1 - 2   | Тіна Граудіня — Анастасія Самойлова         |